# Coupe de France 1928/1929
Dvanáctý ročník Coupe de France (francouzského fotbalového poháru) se konal od 16. září 1928 do 5. května 1929. Celkem turnaj hrálo 380 klubů.
Trofej získal poprvé v klubové historii SO Montpelliérain, který ve finále porazil FC Sète 34 2:0.